# اسنایپس (فیلم)
اسنایپس (به انگلیسی: Snipes) فیلمی محصول سال ۲۰۰۱ و به کارگردانی ریچ موری است. در این فیلم بازیگرانی همچون نلی، دین وینترز، سم جونز سوم، زوئی سالدانا، کارلو آلبان و فرانک وینسنت ایفای نقش کرده‌اند.